# Iron Gag
Albums de A Life Once Lost
Hunter (album)
(2003)
Iron Gag est le quatrième et dernier album studio en date du groupe de Metalcore américain A Life Once Lost. L'album est sorti le 18 septembre 2007 sous le label Ferret Music.
Cet album est assez différent des autres albums du groupe. En effet, celui-ci présente des sonorités de type Groove metal qui le distingue nettement de ses prédécesseurs. Le Itunes store a d'ailleurs comparé cet album à une production du groupe Pantera.
Devin Townsend joue un solo de guitare sur le titre Detest.
Anthony Green est le second vocaliste sur le titre All Teeth.

## Musiciens
- Robert Meadows - Chant
- Robert Carpenter - Guitare
- Douglas Sabolick - Guitare
- Nick Frasca - Basse
- Justin Graves - Batterie

### Musiciens de session
- Devin Townsend - Guitare sur le titre Detest
- Anthony Green - Chant secondaire sur le titre All Teeth

## Liste des morceaux
1. Firewater Joyride - 3:00
2. Detest - 3:15
3. The Wanderer - 5:18
4. Worship - 2:53
5. All Teeth - 4:40
6. Meth Mouth - 2:53
7. Masks - 3:49
8. Pigeonholed - 4:38
9. Others Die - 3:33
10. Silence - 3:36
11. Ill Will - 3:39